# Oluf Lundt Bang (jurist)
 Der er flere personer med dette navn, se Oluf Bang.
Oluf Lundt (de) Bang (født 11. september 1731 i Ulkerup, Egebjerg Sogn, Holbæk Amt, død 27. september 1789) var en dansk justitiarius og generalprokurør.

## Liv og gerning
Han var en søn af kammerråd, forvalter over de kongelige godser i Ods Herred Niels Chr. Bang (1697 – 1760) og Catharina Maria f. Kjær (d. 1743).
Bang blev 1747 student fra Frederiksborg Skole, 1750 teologisk og 1758 juridisk kandidat. 1758 blev han Højesteretsadvokat og 1763 Kammeradvokat. 1772 blev han beordret til i skilsmisseprocessen imellem Christian VII og dronning Caroline Mathilde at føre sagen for kongen og desuden til at påtage sig forsvaret for Enevold Brandt.

## Karriere
1773 blev Bang justitsråd, 1777 optaget i adelsstanden, 1779 etatsråd og vice generalprokurør, 1780 assessor i Kancellikollegiet og ekstraordinær assessor i Højesteret, 1783 konferensråd, 1784 ved Stampes afgang generalprokurør, 1788 justitiarius i Hof- og Stadsretten.

## Bang og landboreformerne
Han nærede stor interesse for landboforholdenes udvikling og viste dette ikke blot ved at være et virksomt medlem af Landhusholdningsselskabet, men også ved 1786 at udgive en afhandling om bondestanden i Danmark. Regeringen anerkendte hans virksomhed i denne retning ved at gøre ham til medlem af Den Store Landbokommission.
Han var desuden forfatter til forskellige mindre juridiske afhandlinger.

## Ægteskab og familie
Han var gift 1. (1762) med Anthonette Frederica Horn (1741 – 25. marts 1773), en datter af justitiarius i hof- og stadsretten og konferensråd Frederik Horn, 2. (3. august 1773) med Else Marie Schjødt (1735 – 1802), enke efter brygger Nic. Thecou.